# 伊塞克湖
伊塞克湖，中国漢代稱其為闐池，唐代稱之為热海、大清池，清代稱為特穆爾圖淖爾、图斯池，位于吉尔吉斯东北部，天山山脉北侧，北纬42度30分，东经77度30分。长182公里，最宽处60公里，面积6332平方公里，集水流域22080平方公里，平均湖面海拔1602米，最深702米，是世界上面积第二大的高山湖泊，仅次于南美洲的的喀喀湖（西班牙语：Titicaca）。
山行四百餘里至大清池。周千餘里，東西長，南北狹，四面負山，衆流交湊，色帶青黑，味兼鹹苦。洪濤浩汗，驚波汩㴔，龍魚雜處，靈怪間起。所以往來行旅，禱以祈福，水族雖多，莫敢漁捕。——《大唐西域記》，玄奘
伊塞克湖流域高山区发育的现代冰川面积约为650.4平方千米，流域共有大小河流118条，最大的为东北部的卡拉科尔河和秋普河。湖水微咸，盐度5.8‰，冬季不结冰，主要水源是高山泉水和积雪融水，无出水口，属内流湖。湖区位于大陆性气候带中部，气候温和干燥，1月平均气温-6℃，7月平均气温15～25℃，年降水量约200～300毫米，山区可达800～1000毫米。
湖中有20种以上的鱼。可供捕撈的有无鳞奥斯曼鱼和鲤鱼等。湖东、西岸是水鸟过冬之地，过冬鸟主要有潜鸭、绿头鸭、秃头蹼鸡和水鸭等，湖濱的灌木草地栖息有兔子、狐狸和麝鼠，总共约有40种的哺乳动物和200种的鸟，1948年建立了伊塞克湖野生动物保护区。
古代，该湖周围的草场是重要的游牧基地，许多知名的民族和部落都起源或者游牧于此。在苏联时期，该湖是有名的疗养胜地，北岸建满了许多桑拿浴室、度假村和别墅，据称该时期，伊塞克湖还是苏联海军秘密的鱼雷试验场。

## 參看
- 碎叶城
- 怛罗斯
- 白水城
- 石国